# Лорансе, Шарль де
Граф Шарль Фердинанд Латрилль де Лорансе (фр. Charles de Lorencez; 23 мая 1814, Париж — 16 июля 1892, замок Шато де Лаас, Атлантические Пиренеи) — французский военачальник, генерал-лейтенант.

## Биография
Родился в дворянской семье. Сын ветерана ветерана французских революционных и Наполеоновских войн. Внук маршала Н. Удино. Приходился родственником императрицы Мексики Шарлотты Бельгийской, единственной дочери бельгийского короля Леопольда I, жены французского марионеточного императора Мексики Максимилиана I.
С 1830 года учился в специальном военном училище Сен-Сир. В 1832 году получил чин лейтенанта. В 1840 году — капитан. Служил в лёгкой пехоте, среди прочего, в Алжире, прошёл обычную офицерскую карьеру. Был ранен, упоминался в нескольких донесениях, особенно отличился при Осаде Заатчи в 1849 году. В возрасте 35 лет произведен в подполковники. В 1852 году когда Наполеон III пришёл к власти и провозгласил себя императором Второй французской империи получил чин полковника. На протяжении бо́льшей части своей военной карьеры Лорансе оставался стойким бонапартистом.
Участник Крымской войны. Отличился в сражении на Малаховом кургане, где командовал бригадой 5-й дивизии 2-го корпуса. В 1855 году стал дивизионным генералом. Был замечен Наполеоном III, после падения Севастополя, отправлен обратно на родину для лечения. С 1855 по 1861 год командовал французскими войсками во Франции, унаследовал имущество и титулы своего недавно умершего отца.
Участник Франко-мексиканской войны. В 1862 году Лорансе был отправлен в Мексику с подкреплением для французских интервенционных войск, куда прибыл 5 марта, получил звание генерал-лейтенанта и назначение на должность командующего войсками на этом театре военных действий. С 6000 войском продвинулся вглубь страны. Будучи уверенными в относительно быстрой победе, двинул французских солдат в направлении на Мехико, чтобы захватить столицу перед тем, как мексиканцы смогли бы собрать боеспособную армию.
Во время марша на Мехико у города Пуэбла французы столкнулись с ожесточенным сопротивлением малообученных, но смелых патриотов под командованием генерала Игнасио Сарагосы. Сражение между французскими и мексиканскими армиями произошло 5 мая 1862 года, когда плохо вооружённые солдаты Сарагосы в количестве 4500 человек столкнулись с гораздо лучше вооружёнными французскими войсками под командованием генерала Лорансе. Те потерпели поражение от мексиканцев в битве при Пуэбле и вынуждены были отступить к побережью. Затем Лорансе был заменен генералом Э. Форе и, критикуемый самим императором и опозоренный, 17 декабря 1862 года покинул Веракрус и отправился во Францию.
В 1864—1870 годах — генеральный инспектор.
Позже участвовал во франко-прусской войне 1870—1871 годов. Сначала руководил гарнизоном в Тулузе, позже командовал 3-й дивизией в составе IV корпуса Рейнской армии. Участвовал в Битве при Коломбей — Нуйльи и Битве при Гравелоте.
Жёлтая лихорадка, которой он заразился во время службы в Мексике, вынудила его уйти в отставку в 1872 году. В конце жизни работал над историей Мексиканской экспедиции.

## Память
- В фильме Пятое мая: Битва  (исп.) (2013 г.) генерала графа Лорансе сыграл британо-испанский актёр Уильям Миллер  (исп.).

## Награды
- Великий Офицер ордена Почётного Легиона
- Орден Богоматери Гваделупской[итал.]
- Памятная медаль Мексиканской экспедиции
- Крымская медаль (Великобритания)